# Estação Jardim Guapimirim
Jardim Guapimirim, antes com o nome de Parada Capim, é uma estação de trem do Rio de Janeiro.

## História
A Estação Jardim Guapimirim é uma estação com cobertura, muito simples porém com aspecto abadonado.